# Берёзовка (верхний приток Косьвы)
Берёзовка — река в России, протекает в муниципальном округе Карпинск Свердловской области. Устье реки находится в 190 км по правому берегу реки Косьвы. Длина реки Берёзовки составляет 11 км.
Берёзовка берёт начало в горах Среднего Урала на северных склонах горы Алёшин Камень (718 м над уровнем моря). Течёт преимущественно на северо-запад по ненаселённой местности среди холмов, покрытых таёжным лесом, скорость течения быстрая, характер течения — горный. Впадает в Косьву ниже урочища (бывшей деревни) Усть-Тылай.

## Данные водного реестра
По данным государственного водного реестра России, река Берёзовка относится к Камскому бассейновому округу. Водохозяйственный участок — Косьва от истока до Широковского гидроузла, речной подбассейн — бассейны притоков Камы до впадения Белой. Речной бассейн — Кама.
Код объекта в государственном водном реестре — 10010100312111100008461.